# Hillmer Brandt
Hillmer Brandt (* 30. Juli 1935 in Eidinghausen, Kreis Minden; † 30. November 2017 in Berlin) war ein deutscher Politiker (SPD).
Hillmer Brandt besuchte eine Volksschule und machte ab 1950 eine Lehre an einer Sparkasse. Ab 1953 arbeitete er an der Stadtsparkasse Bad Oeynhausen und trat im folgenden Jahr der SPD bei. Er wechselte 1959 als Bankkaufmann zur Bank für Gemeinwirtschaft in Berlin und besuchte dort gleichzeitig das Hochschulinstitut für Wirtschaftskunde. Bei der Berliner Wahl 1963 wurde Brandt in die Bezirksverordnetenversammlung im Bezirk Schöneberg gewählt. Von April 1971 bis April 1979 war er über die SPD-Bezirksliste Schöneberg gewähltes Mitglied des Abgeordnetenhauses von Berlin.